# Víctor Tomás
Víctor Tomás González (født 15. februar 1985 i Barcelona) er en spansk tidligere håndboldspiller, der spillede hele sin karriere i FC Barcelona. 

## Karriere

### Klub
Tómas spillede hele sin karriere for FC Barcelona, og han var med til at hele 67 titler med klubben, heriblandt tre Champions League-titler (2005, 2011 og 2015), elleve spanske mesterskaber, ti ligacup-titler og ti spanske pokalmesterskaber. Han måtte indstille sin karriere i 2020 på grund af hjerteproblemer.
Tómas var otte år anfører for Barcelona, og da han trak sig tilbage, blev hans trøjenummer, 8, spærret for fremtiden.

### OL
Tómas deltog første gang ved OL i 2008 i Beijing. Her blev Spanien nummer fire i indledende pulje og besejrede derpå Sydkorea i kvartfinalen. I blev det til nederlag til Island, hvorpå Spanien vandt 35-29 over Kroatien i kampen om tredjepladsen og sikrede sig dermed bronze.
Han deltog også i OL 2012 i London, hvor Spanien efter en tredjeplads i indledende pulje tabte til Frankrig i kvartfinalen. Holdet endte på en syvendeplads.